# Филип Лудвиг фон Лайнинген-Вестербург
Филип Лудвиг фон Лайнинген-Вестербург (на немски: Philipp Ludwig von Leiningen-Westerburg; * 1617; † 1637) е граф на Лайнинген-Вестербург-Шаумбург.
Той е гоемият син на граф Кристоф фон Лайнинген-Вестербург (1575 – 1635) и втората му съпруга графиня Филипа Катарина Валпургис фон Вид (1595 – 1647), дъщеря на граф Вилхелм IV фон Вид (1560 – 1612). По-малкият му брат е Георг Вилхелм (1619 – 1695). Полусестра му Маргарета Елизабет (1604 – 1667) се омъжва 1622 г. за ландграф Фридрих I фон Хесен-Хомбург (1585 – 1638).
Филип Лудвиг се жени на 11 октомври 1636 г. за първата си братовчедка Мария Юлиана фон Лайнинген-Вестербург (* 29 август 1616; † 16 юли 1657), дъщеря на чичо му граф Райнхард III фон Лайнинген-Вестербург и графиня Анна фон Золмс-Лих.
Той умира през 1637 г. бездетен на 20 години. Наследен е от по-малкия му брат Георг Вилхелм. Вдовицата му Мария Юлиана фон Лайнинген-Вестербург се омъжва втори път на 20 март 1639 г. за граф Фридрих III фон Вид (1618 – 1698).